# Zhu Yaxian
Zhu Yaxian (2 de agosto de 1982) es una deportista china que compitió en remo. Ganó una medalla de oro en el Campeonato Mundial de Remo de 1993, en la prueba de cuatro sin timonel.

## Palmarés internacional
| Campeonato Mundial | Campeonato Mundial       | Campeonato Mundial | Campeonato Mundial |
| Año                | Lugar                    | Medalla            | Prueba             |
| ------------------ | ------------------------ | ------------------ | ------------------ |
| 1993               | Račice (República Checa) | Medalla de oro     | Cuatro sin timonel |